# Punk Parranda
Punk Parranda es el primer álbum en directo de la banda española de rock alternativo Bongo Botrako. Fue grabado el 2 de mayo de 2014 en el festival Viña Rock de Villarrobledo, frente a un público de más de 60.000 personas. El álbum fue producido por Gambeat y el líder de la banda Uri Giné, y fue publicado el 3 de noviembre de 2014 con Kasba Music.

## Listado de canciones
Todas las canciones escritas y compuestas por Uri Giné, salvo las canciones indicadas. 
| N.º   | Título                                        | Álbum original             | Duración |  |
| 1.    | «Intro»                                       | Inédita                    | 2:20     |  |
| 2.    | «Libre»                                       | Todos los días sale el sol | 2:59     |  |
| 3.    | «Gira la vida»                                | Todos los días sale el sol | 2:57     |  |
| 4.    | «Dinero no se come»                           | Revoltosa                  | 4:19     |  |
| 5.    | «De bar en bar»                               | Todos los días sale el sol | 3:58     |  |
| 6.    | «Bastante normal»                             | Todos los días sale el sol | 2:45     |  |
| 7.    | «Caminante»                                   | Todos los días sale el sol | 3:52     |  |
| 8.    | «Seguiré»                                     | Revoltosa                  | 4:03     |  |
| 9.    | «Dale a la vida»                              | Revoltosa                  | 3:59     |  |
| 10.   | «Mundo nuevo»                                 | Inédita                    | 4:18     |  |
| 11.   | «Bonobo»                                      | Todos los días sale el sol | 2:39     |  |
| 12.   | «We want less»                                | Revoltosa                  | 3:46     |  |
| 13.   | «Punk parranda»                               | Revoltosa                  | 4:46     |  |
| 14.   | «One love»                                    | Todos los días sale el sol | 4:20     |  |
| 15.   | «Incívico»                                    | Todos los días sale el sol | 3:42     |  |
| 16.   | «Give us your love»                           | Revoltosa                  | 4:17     |  |
| 17.   | «Volare» (Domenico Modugno, Franco Migliacci) | Inédita                    | 2:06     |  |
| 18.   | «Todos los días sale el sol»                  | Todos los días sale el sol | 4:33     |  |
| 19.   | «Revoltosa»                                   | Revoltosa                  | 4:39     |  |
| 70:18 |                                               |                            |          |  |

## Créditos
Créditos adaptados del libreto de Punk Parranda.
Bongo Botrako
- Uri Giné – voz principal, guitarra, producción
- Nacho Pascual – guitarra, coros
- Xavi Vallverdú – teclado, coros
- David Garcia – bajo, coros
- Gorka Robert – batería, coros
- Xavi Barrero – trompeta, coros
- Oscar Gómez – saxo, coros

Producción
- Gambeat – producción
- Kaki Arkarazo – ingeniería de sonido, mezcla
- Jonan Ordorika – masterización

Diseño
- Luis Toledo – diseño
- Javier Rosa – fotografía